# Ramón Abrantes

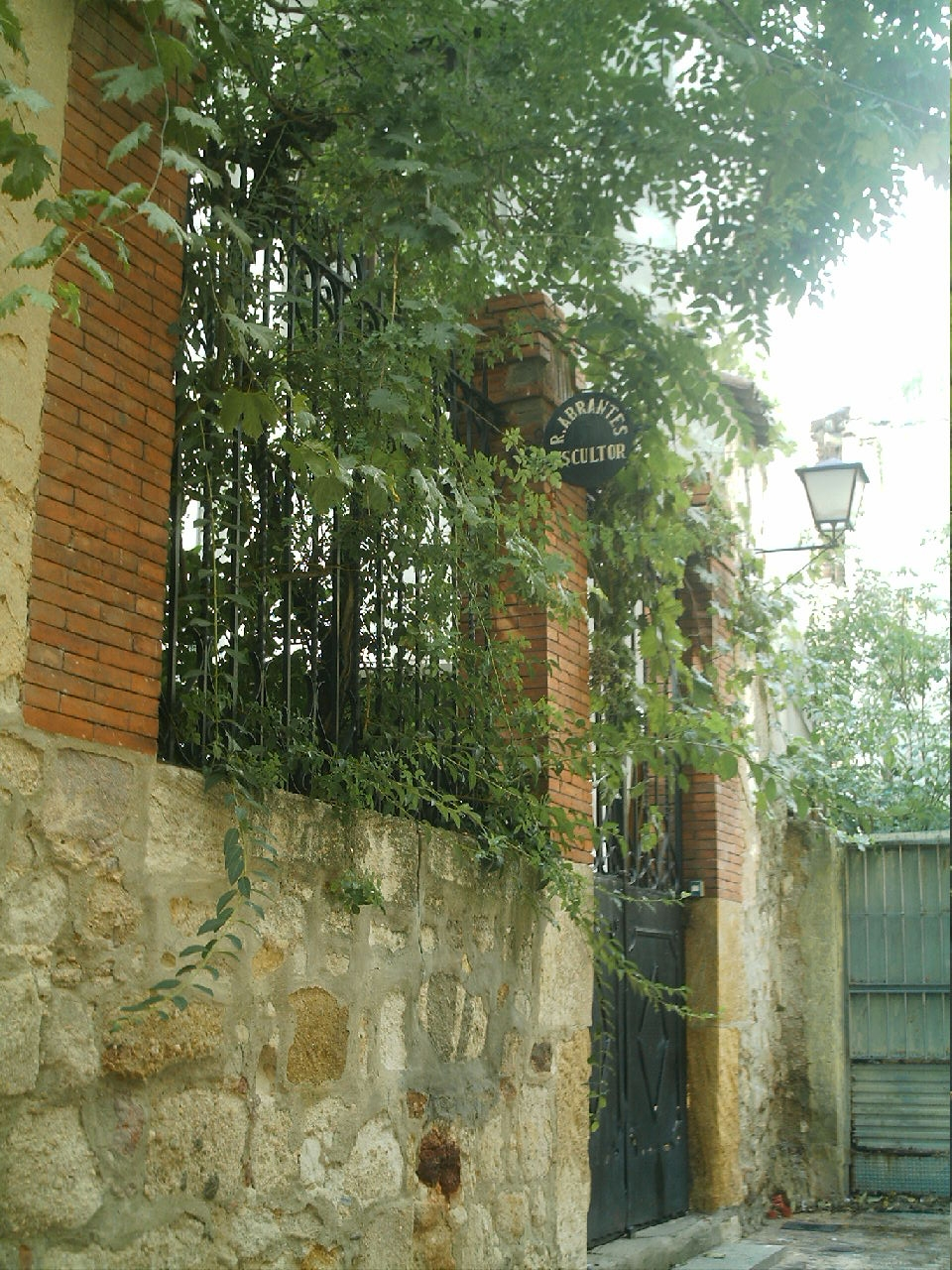
Casa y taller del artista, en la zamorana calle de Sacramento, en cuya entrada se puede leer un escueto: "R. Abrantes, escultor".

Ramón Abrantes (n. Corrales del Vino, Zamora; 28 de enero de 1930-f. Zamora; 18 de agosto de 2006) fue un escultor español perteneciente a la denominada escuela de San Ildefonso.

## Biografía
Nació en la localidad zamorana de Corrales del Vino en el seno de una familia humilde que en 1936, debido al estallido de la Guerra Civil, tuvo que trasladarse a la capital de provincia. Cursó sus primeros estudios en el colegio Jacinto Benavente, aunque tuvo que compaginarlos con diversos trabajos. Se formó en arte en la escuela de San Ildefonso y, tras realizar el servicio militar en Valladolid, entró a trabajar en varios talleres.
De formación autodidacta, se atrevió con materiales muy diversos: madera, bronce, granito e, incluso, pizarra. El taller en el que trabajó hasta su fallecimiento, en la Calle Sacramento, así como casi toda su obra, se encuentra en la ciudad de Zamora, aunque existe mucha en colecciones particulares. Buena parte de sus esculturas presenta la figura de la «mujer-madre» en varias situaciones como eje central de la obra, incluidas las de iconografía católica. Aunque se le propuso en varias ocasiones, solo tiene una aportación a la Semana Santa zamorana, la Virgen de la Amargura (1959), que desfila cada Lunes Santo en la Hermandad de Jesús en su Tercera Caída.
Su trabajo no solo estuvo centrado en la creación, sino también en la restauración de importantes obras escultóricas de alto valor; en 1961, Abrantes restauró el Jesús Caído de Quintín de Torre, la imagen titular de la citada cofradía zamorana.
Abrantes sufrió las represalias del franquismo por sus ideas de izquierdas.
Tuvo entre sus mejores amigos al escultor Baltasar Lobo y a los poetas Blas de Otero, Claudio Rodríguez y Agustín García Calvo.
Falleció el 18 de agosto de 2006 en el hospital Virgen de la Concha de Zamora, a causa de unas complicaciones provocadas por el cáncer de próstata que padecía.